# ZUDWA (альбом)
ZUDWA — второй и последний студийный альбом российской музыкальной группы Химера, записанный в мае 1996 года на Петербургской студии грамзаписи и официально выпущенный в феврале 1997 года под лейблом «TaMtAm 001». Альбом ZUDWA является последней студийной записью коллектива; через некоторое время после выпуска пластинки Эдуард Старков повесился на чердаке дома на улице Бакунина, где находилась арендованная репетиционная точка группы, лишь спустя около двух недель его тело обнаружил Всеволод Гаккель.

## Об альбоме

### История записи
Сессии записи диска проходили летом 1996 года. В пластинку вошло тринадцать песен, среди которых присутствует один двадцатисекундный трек без инструментального сопровождения, партию вокала в котором исполняет жена Эдуарда Тося. За время сессий было записано больше двадцати композиций, значительная часть которых не вошла в альбом ZUDWA; среди них — «Счастливого пути», «Узлы», альтернативная версия песни «Фантазёры», входившей в 1993 году в дебютный студийный альбом Химера; записывавшиеся ранее для бутлега Полупетроградская акустика «Вороны» и «Ай-лю-ли», а также «Сюзанна», импровизационная кавер-версия одноимённой композиции VOF de Kunst. Эти песни вошли в сборник ZUDWA-DWA, выпущенный в 2003 году.
В 2015 году издательством «Сияние» альбом был впервые выпущен на виниловой пластинке тиражом 300 копий.

### Обложка
Авторство обложки пластинки принадлежит бывшему участнику группы Аквариум и основателю клуба «TaMtAm», Всеволоду Гаккелю, который в 1995 году решил заниматься продюсированием коллектива.
Я обратился к Ие Тамаровой, которая делала плакат к концерту Питера Хэммилла и спросил Эдика, как он мыслит обложку альбома. Сначала он нарисовал что-то карандашом, но цвета были плохие, и это было не интересно. Тогда он дал мне младенческую фотографию Тоси и сказал, что вот это идеальное оформление альбома. Наверное это и было так. Я отнес её Ие, которая сказала, что это всегда можно оставить, но можно придумать что-нибудь поинтереснее. Я принес ей кучу фотографий «Химеры» и кое-что из картинок Эдика, и она начала фантазировать со словом «Zudwa». Когда через несколько дней я к ней зашел, то увидел фантастическое решение обложки. Взяв фрагмент одной фотографии, который давал удивительно точное ощущение пластики Эдика, она выделила его изогнутый силуэт. Но я не хотел самостоятельно принимать решение и позвал Эдика. Эдик не выказал особого восторга, но и не сказал категоричного нет, и меня немного понесло.— Всеволод Гаккель
У музыканта возникла идея сделать анонимный плакат с силуэтом Старкова и, напечатав около двух тысяч экземпляров, расклеить их по всему городу:
Я решил напечатать две тысячи плакатов и заклеить ими весь город, чтобы люди натыкались на них везде: в метро, во дворах и на заборах. Это не было рекламным трюком, хотя и могло сработать, как реклама. Если бы я в течение месяца натыкался бы на это слово, а потом, зайдя в магазин, увидел бы альбом с такой картинкой и таким названием, то я обязательно из любопытства его купил бы.
Однако эта идея потерпела неудачу. Половина тиража ушла в брак, а повторный так и застрял в процессе производства. В итоге всё же удалось расклеить некоторое количество экземпляров.

## Отзывы
В целом, альбом ZUDWA считается лучшей пластинкой коллектива. Всеволод Гаккель охарактеризовал запись как «самый интересный альбом одной из самых сильных групп в этом городе, появление и смерть которой почти никто не заметил». «Каждое слово — это эмоция, некий шифр… Будь то безделица „Гурьба“, жуткая история „Фикусы“ или отчаянный бунт „Карма мира“», — пишет редактор авторской программы Жени Глюкк. Описывая звучание альбома, автор пишет, что «скорее это и есть тот самый тотальный джаз со скорострельностью несколько сот аккордов в час. Бешеный ритм, упругая ритм-секция, шумящая гитара, периодически прорывающаяся сквозь этот беспредел труба и хриплый, срывающийся голос Старкова, в котором сквозит какая-то искра сумасшествия: скоморошество, юродство, что-то отсюда»; особо корреспондентом были отмечены песни «Бред», «Рукоятка», «ZUDWA», «Фикусы» и «Капитан Немо», вдохновлённая творчеством Жюля Верна, любимого писателя детства Эдуарда Старкова. Редактор журнала Fuzz (Д. Иванов), описывая песню «Карма Мира», отмечал, что «фраза „Худей, сука, худей!“ — лучшее, что когда-либо было написано Рэдтом»; композиция была исполнена группой 4 июля 1996 года на фестивале экстремальной музыки «Учитесь плавать. Урок второй», а также вошла в одноимённый сборник. Название песни «Тотальный джаз» послужило именем для трибьюта группе Химера, вышедшего в 2006 году.
В одном из проектов журнала «Афиша» («Афиша-Волна») были представлены «любимые поэтические тексты» музыкантов группы Есть Есть Есть, в числе которых под вторым номером была опубликована песня группы Химера «Вода-огонь». Михаил Феничев (лидер группы) прокомментировал это так: «Какие-то совсем ни о чём слова — но зацепили меня мгновенно и создали визуальный образ бесконечности. Возможно, тут дело в исполнении, в том, как Старков орёт всё это. Вообще, он потрясающая личность, по-моему. Как он завораживающе исполнял: хватает с пола помятую трубу, дудит в неё неистово, отшвыривает, чтоб прокричать о давлении вечности».

## Список композиций
Автор всех песен — Эдуард «Рэтд» Старков.
| №   | Название         | Длительность |
| --- | ---------------- | ------------ |
| 1.  | «Парус»          | 6:07         |
| 2.  | «Рукоятка»       | 3:00         |
| 3.  | «Тотальный Джаз» | 6:11         |
| 4.  | «Контроль»       | 5:43         |
| 5.  | «Карма Мира»     | 0:49         |
| 6.  | «ZUDWA»          | 6:20         |
| 7.  | «Капитан Немо»   | 5:44         |
| 8.  | «Бред»           | 1:00         |
| 9.  | «Гурьба»         | 2:33         |
| 10. | «В Рай»          | 3:05         |
| 11. | «Фикусы»         | 6:25         |
| 12. | «Вода-огонь»     | 6:57         |
| 13. | «Джирмайда»      | 0:25         |

## Участники записи
- Эдуард Старков — вокал, электрогитара, труба
- Юрий Лебедев — бас-гитара
- Владислав Викторов — барабаны
- Павел Лабутин — виолончель
- Тося — голос («Джирмайда»)
- Андрей Алякринский и Александр Докшин — запись и микширование
- Всеволод Гаккель — музыкальный продюсер